# Gloeopeniophorella sacrata
Gloeopeniophorella sacrata är en svampart som först beskrevs av Gordon Herriot Cunningham, och fick sitt nu gällande namn av Hjortstam & Ryvarden 2007. Gloeopeniophorella sacrata ingår i släktet Gloeopeniophorella, ordningen Russulales, klassen Agaricomycetes, divisionen basidiesvampar och riket svampar.   Inga underarter finns listade i Catalogue of Life.